# Alexander Höck
Alexander Höck (* 30. März 2002 in Köln) ist ein deutscher Fußballspieler.

## Vereinskarriere
Alexander Höck wechselte 2017 von der Jugend von Bayer 04 Leverkusen zur Jugend vom FC Viktoria Köln. Dort kam er zunächst in der U17 zum Einsatz und spielte dann mit der U19 2019/20 in der Bundesliga West. Im Juni 2020 unterschrieb Höck einen Profivertrag bei Viktoria Köln.
Am vorletzten Spieltag der 3.-Liga-Saison 2019/20 stand Höck am 1. Juli 2020 gegen die Würzburger Kickers zum ersten Mal im Spieltagskader. Kurz vor Abpfiff wurde er eingewechselt und kam somit zu seinem ersten Einsatz in einer Profiliga. Kurz nach seiner Einwechslung erzielte er sein erstes Profitor zum 5:1-Endstand.
Er lehnte das Angebot einer Verlängerung seines im Sommer 2022 in Köln auslaufenden Vertrages ab und wechselte zur Saison 2022/23 in die viertklassige Regionalliga Nord zur zweiten Mannschaft von Werder Bremen. Im Sommer 2024 unterschrieb er einen Zweijahresvertrag bei Regionalligist SV Rödinghausen. Dort verletzte er sich in der Saisonvorbereitung und zog sich dabei den 3. Kreuzbandriss seiner Karriere zu.